# MASQUERADE (大沢誉志幸のアルバム)
『MASQUERADE』（マスカレード）は、大沢誉志幸の10作目のスタジオ・アルバム。1993年10月1日にEpic/Sony Recordsよりリリース。

## 概要
前作『NAÏVE』から1年半ぶりのスタジオ・アルバム。Epic/Sonyからの最後のオリジナル・アルバムとなった。
アニメ映画『ぼのぼの』に使われた「初恋」をシングルとは別のサウンドトラック・ヴァージョンで収録。
他にも本作と同日発売された楽曲の「Angelic Baby」もアルバムヴァージョンで収録された。
「涙のかわりに」は、本作発売後にシングルカットされた。

## 音楽性
前作は大沢と小滝みつる、大村雅朗の2組によるサウンド・プロデュースであったが、本作では大村に代わりギタリストの小倉博和が起用され、3曲の編曲を担っている。大沢と小滝は今回、6曲を手掛けている。
作詞には朝水彼方、西尾佐栄子、尾上文、柳川英巳と、これまでの大沢楽曲を手掛けた面子が顔を揃えた。その中で、7曲目「君の横顔」を手掛けた松本一起は、鈴木雅之の「ガラス越しに消えた夏」等では大沢と楽曲制作を行ったことがあるが、大沢自身の作品では初めて作詞を提供することになった。

## アートワーク
アルバム・タイトルの「マスカレード」にちなんでジャケット写真、歌詞ブックレット含めて大沢が様々なマスクで自身の顔を隠している。その総数は16にも及んだ。

## 収録曲
| 全編曲: 大沢誉志幸・小滝みつる（特記以外）。 |                                                                                  |            |            |       |
| #                                            | タイトル                                                                         | 作詞       | 作曲       | 時間  |
| 1.                                           | 「Reverse〜君だけは離せない〜」                                                  | 朝水彼方   | 大沢誉志幸 | 5:18  |
| 2.                                           | 「いけない涙」                                                                   | 朝水彼方   | 大沢誉志幸 | 4:50  |
| 3.                                           | 「Angelic Baby（アルバムヴァージョン）」(編曲: 小倉博和・小滝みつる・大沢誉志幸) | 西尾佐栄子 | 大沢誉志幸 | 6:35  |
| 4.                                           | 「沈めた指環」(編曲: 小倉博和)                                                   | 尾上文     | 大沢誉志幸 | 5:05  |
| 5.                                           | 「楽園へ急ごう」(編曲: 小倉博和)                                                 | 柳川英巳   | 大沢誉志幸 | 5:04  |
| 6.                                           | 「初恋（サウンドトラックヴァージョン）」                                         | 朝水彼方   | 大沢誉志幸 | 5:50  |
| 7.                                           | 「君の横顔」                                                                     | 松本一起   | 大沢誉志幸 | 5:29  |
| 8.                                           | 「涙のかわりに」                                                                 | 尾上文     | 大沢誉志幸 | 6:10  |
| 9.                                           | 「夕やけ」(編曲: 小倉博和)                                                       | 尾上文     | 大沢誉志幸 | 5:35  |
| 10.                                          | 「愛のカリスマ」                                                                 | 西尾佐栄子 | 大沢誉志幸 | 5:34  |
| 合計時間:                                    | 合計時間:                                                                        | 合計時間:  | 合計時間:  | 55:30 |

## 楽曲制作
全曲 作曲・バッキング・ボーカル・アレンジ：大沢誉志幸
作詞：朝水彼方（1.2.6）西尾佐栄子（3.10）尾上文（4.8.9）柳川英巳（5）松本一起（7）
編曲：大沢誉志幸&小滝みつる（1.2.6.7.8.10）小倉博和（4.5.9）小倉博和・小滝みつる・大沢誉志幸（3）
ストリングス・アレンジ：Suzie Katayama（2.3.5.7.8）中西俊博（6）
ホーン・アレンジ：ビル・メイヤーズ（2.5.7）グレッグ・アダムズ（8.10）
バッキング・ボーカル：CHARA（3）

## 評価
CDジャーナルでは「非常にナチュラルなアルバム。ソウルフルなテイスト溢れるvoが心地よい。」と評している。